# 2344 Xizang
2344 Xizang è un asteroide della fascia principale. Scoperto nel 1979, presenta un'orbita caratterizzata da un semiasse maggiore pari a 2,753987 UA e da un'eccentricità di 0,186881, inclinata di 3,898065° rispetto all'eclittica. Ha un diametro di 16,490 km, un periodo di rotazione di 13,0 ore e un'albedo di 0,094.
È l'elemento principale della famiglia di asteroidi Xizang.
L'asteroide è dedicato al Tibet, attraverso l'esonimo cinese.